# Jiří Petrů (fotbalista)
Jiří Petrů (* 17. února 1985 Třebíč) je český fotbalový obránce.

## Biografie
Jiří Petrů vyrůstal ve Zruči nad Sázavou, několik let pracoval v Kácově. V roce 2013 se oženil.
Jiří Petrů působil od roku 1993 do roku 1998 v mládežnickém klubu TJ Jiskra Zruč nad Sázavou, následně v letech 1998 a 1999 v SK Sparta Kutná Hora a v letech 1999–2004 v AC Sparta Praha. V roce 2004 přestoupil do B týmu AC Sparta Praha, ale už v roce 2005 přestoupil do FC Graffin Kácov (pozdější FC Graffin Vlašim), z Kácova pak přestoupil v roce 2006 do FC Graffin Vlašim a na hostování pak byl v sezóně 2009–2010 ve FK Viktorii Žižkov a pak také v roce 2015 v FK Čáslav. Ve Vlašimi postupně postoupil z divize až do 2. ligy. V roce 2016 byl zapůjčen na hostování také do SK Zápy, kam po skončení v týmu FC Graffin Vlašim v roce 2016 přestoupil. V roce 2017 pak přestoupil do FK Čáslav a v roce 2019 pak do FC Velim. V roce 2023 se pak věnoval kromě zaměstnání také trénování přípravky a dětí kategorie U8 V FC Sellier & Belliot Vlašim. V témže roce se rozhodl kvůli vytížení a zranění přestoupit do AFK Kácov, také prohlásil, že z důvodu narůstajícího množství tréninků dětí ve Vlašimi se již nemůže věnovat fotbalu na krajské úrovni.